# Chevroches
Chevroches ist eine französische Gemeinde mit 114 Einwohnern (Stand: 1. Januar 2022) im Département Nièvre in der Region Bourgogne-Franche-Comté. Sie gehört zum Arrondissement Clamecy und zum Kanton Clamecy. Die Einwohner werden Cavarocois genannt.

## Geographie
Chevroches liegt etwa 43 Kilometer südlich von Auxerre am Canal du Nivernais und an der Yonne, die die Gemeinde im Norden und Osten begrenzt. Nachbargemeinden von Chevroches sind Armes im Norden, Dornecy im Osten, Villiers-sur-Yonne im Süden sowie Clamecy im Westen und Nordwesten.

## Bevölkerungsentwicklung
| Jahr                       | 1962 | 1968 | 1975 | 1982 | 1990 | 1999 | 2006 | 2011 | 2018 |
| -------------------------- | ---- | ---- | ---- | ---- | ---- | ---- | ---- | ---- | ---- |
| Einwohner                  | 129  | 123  | 110  | 108  | 116  | 139  | 146  | 133  | 125  |
| Quellen: Cassini und INSEE |      |      |      |      |      |      |      |      |      |

## Sehenswürdigkeiten

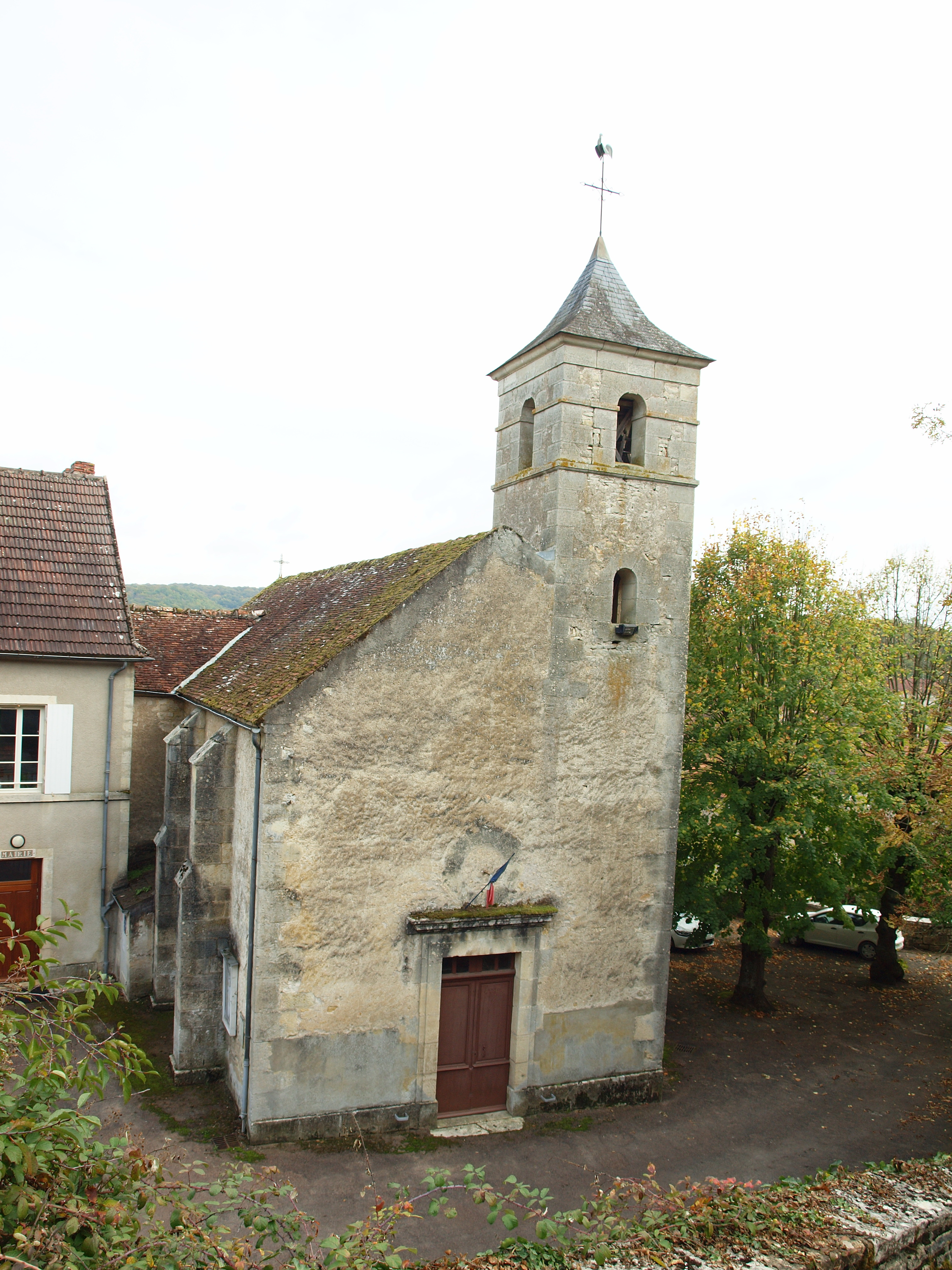
Kirche Saint-Amateur

- Kirche Saint-Amateur